# Kelet-Timor a 2012. évi nyári olimpiai játékokon
Kelet-Timor a nagy-britanniai Londonban megrendezett 2012. évi nyári olimpiai játékok egyik részt vevő nemzete volt. Az országot az olimpián 1 sportágban 2 sportoló képviselte, akik érmet nem szereztek.

## Atlétika
Férfi
| Versenyző      | Versenyszám | Eredmény | Helyezés |
| -------------- | ----------- | -------- | -------- |
| Augusto Soares | Maraton     | 2:45:09  | 84.      |

Női
| Versenyző          | Versenyszám | Eredmény | Helyezés |
| ------------------ | ----------- | -------- | -------- |
| Juventina Napoleão | Maraton     | 3:05:07  | 106.     |